# Tampereen Pallo-Veikot
Tampereen Pallo-Veikot, TPV, är en finländsk fotbollsklubb från Tammerfors som grundades 1930. Idag spelar klubben i Tvåan på hemmaarenan Tammela stadion. TPV debuterade i Tipsligan 1993 och blev finländska mästare 1994. Året efter föll laget ur ligan och har sedan dess endast gjort ytterligare en säsong (1999). 2005 hade klubben cirka 1600 medlemmar, vilket var näst mest i Birkaland.[källa behövs]

## Truppen 2013
Målvakter:
- 1 Antti Loukiala
- 30 Thomas Majuri
- 52 Antti Peltonen

Backar:
- 2 Kimmo Lahti
- 3 Risto Vihinen
- 4 Jarkko Vesapuisto
- 5 Tommi Smeets
- 6 Mika Lindroos
- 21 Matias Sallila
- 22 Ayao Sossou
- 27 Aleksi Tossavainen

Mittfältare:
- 10 Sergei Korsunova
- 11 Tero Intala
- 16 Simo Martiskainen
- 17 Teemu Sonne
- 19 Jussi Rasva
- 20 Jusu Karvonen
- 23 Sam Jokela
- 25 Lari Staple
- 26 Saijad Ahmadi
- 28 Henri Niemi

Anfallare:
- 7 Abdulhakim Muhumud
- 8 Mohamed Koroma
- 9 Rudi Dieter
- 13 Mika Ahonen
- 29 Mohamed Jamac